# Septochytrium
Septochytrium är ett släkte av svampar. Septochytrium ingår i familjen Cladochytriaceae, ordningen Chytridiales, klassen Chytridiomycetes, divisionen pisksvampar och riket svampar.
|               | Nowakowskiella                            |
|               |                                           |
|               | Cladochytrium                             |
|               |                                           |
|               | Lacustromyces                             |
|               |                                           |
|               | Polychytrium                              |
|               |                                           |
|               | Physocladia                               |
|               |                                           |
|               | Saccopodium                               |
|               |                                           |
| Septochytrium | \| \| Septochytrium variabile \| \| \| \| |
|               | \| \| Septochytrium variabile \| \| \| \| |
|               | Megachytrium                              |
|               |                                           |
|               | Amoebochytrium                            |
|               |                                           |
|               | Septochytrium variabile                   |
|               |                                           |

|  | Septochytrium variabile |
|  |                         |